# Merlin 1

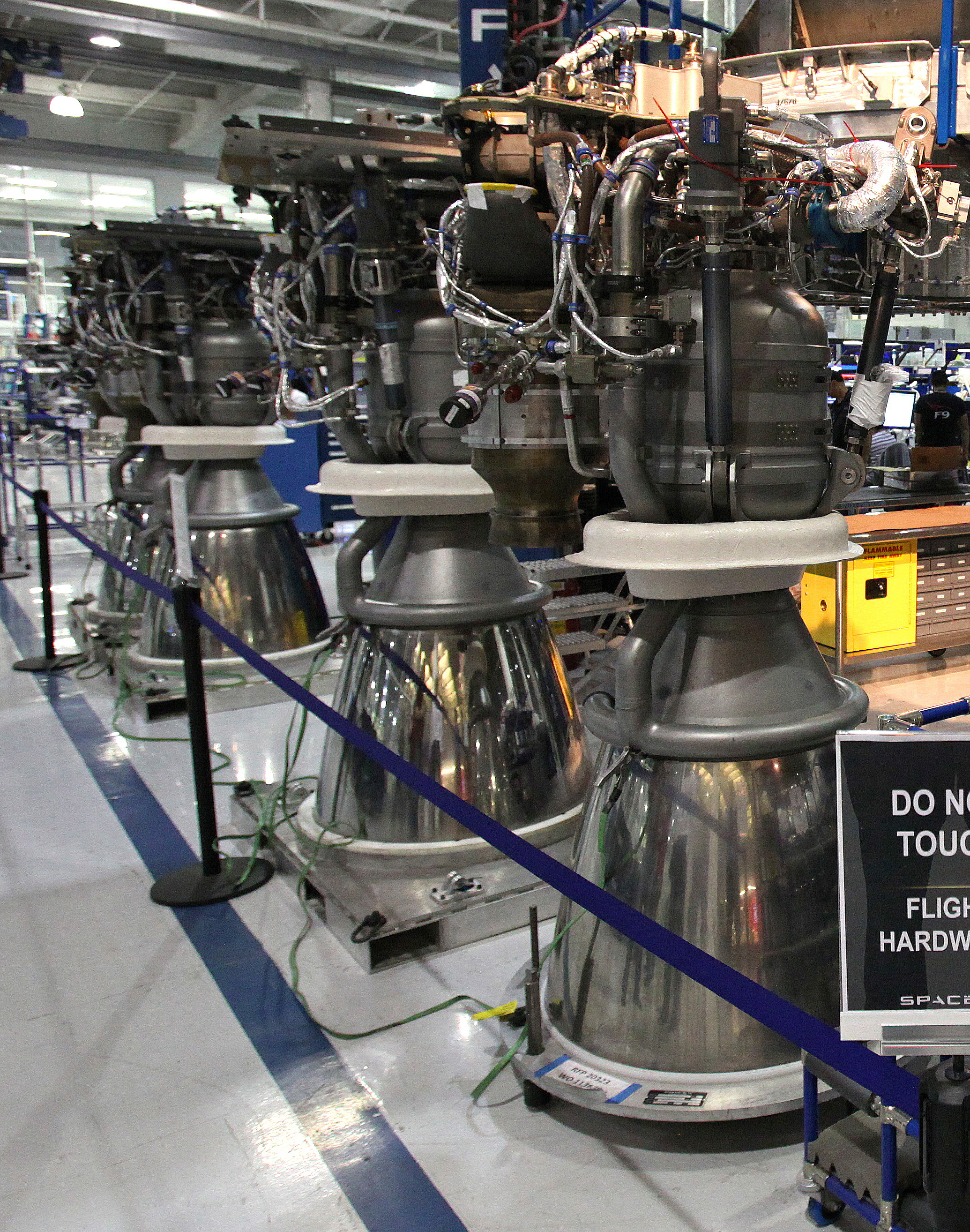
Silniki Merlin 1D

Merlin 1 – silnik rakietowy produkowany przez prywatną firmę astronautyczną SpaceX.
Jest to silnik jednokomorowy, napędzany mieszaniną ciekłego tlenu i nafty (RP-1). Przystosowany jest do wielokrotnego użytku. Zaprojektowany i budowany przez firmę SpaceX, jest stosowany w jej rakietach Falcon 1, Falcon 9 i Falcon Heavy.
Silnik posiada system sterowania wektorem ciągu wykorzystujący odprowadzenie RP-1 z turbopompy do poruszania elementami hydraulicznymi. Dysza silnika jest regulowana, zbudowana z materiałów kompozytowych z włókien węglowych. Pierwsze wersje miały dyszę chłodzoną ablacyjnie, w obecnych stosuje się chłodzenie regeneracyjne. Także inne parametry (np. impuls właściwy) silnika stopniowo ulepszano.

## Wersje

### Merlin 1A
Pierwsza wersja silnika, która została użyta tylko dwa razy, podczas startów rakiety Falcon 1 w 2006 i 2007 r.

### Merlin 1B
Jest to silniejsza wersja silnika Merlin 1A. Zaprojektowano ją z przeznaczeniem do stosowania w pierwszym stopniu rakiety Falcon 9, na który miała składać się bateria dziewięciu takich silników. Jednak ostatecznie silnik ten nie został wykorzystany podczas żadnego startu, gdyż w międzyczasie zdecydowano się na produkcję silników Merlin 1D.

### Merlin 1C

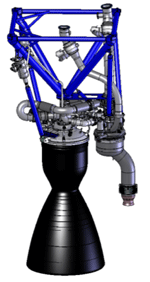
Rysunek silnika Merlin 1C

Silnik ten był stosowany w dwóch startach rakiety Falcon 1 w 2008 r., w tym podczas jej pierwszego udanego startu (czwartego w ogóle), oraz w pierwszych startach rakiety Falcon 9. W drugim stopniu rakiet Falcon 9 stosowane są silniki Merlin 1C w wersji próżniowej (Merlin Vacuum), która różni się konstrukcją dyszy.

### Merlin 1D
Silniejsza wersja silnika Merlin 1C przeznaczona do stosowania w rakietach Falcon 9 v.1.1 i Falcon Heavy. W latach 2011–2013 odbywały się jej testy, zaś pierwszy start rakiety Falcon 9 v.1.1 nastąpił 29 września 2013. Nowa wersja umożliwia zmianę ciągu pomiędzy 70 a 100%. Powstała również wersja tego silnika przystosowana wyłącznie do pracy w próżni, która jest stosowana w górnych stopniach rakiety Falcon.

### Porównanie wersji silnika Merlin 1
| Wersja    | Pierwszy lot | Ciąg n.p.m. (kN) | Ciąg w próżni (kN) | Impuls właśc. n.p.m. (s) | Impuls właśc. w próżni (s) | Stosunek ciąg/masa | Ciśn. w komorze (MPa) |
| --------- | ------------ | ---------------- | ------------------ | ------------------------ | -------------------------- | ------------------ | --------------------- |
| Merlin 1A | 2006         | 324              | 369                |                          | 283                        |                    | 6,14                  |
| Merlin 1B | –            | 349              | 394                | 297                      | 256                        |                    |                       |
| Merlin 1C | 2008         | 556              | 616                | 275                      | 305                        | 96                 | 6,77                  |
| Merlin 1D | 2013         | 620              | 690                | 282                      | 310                        | 160                | 9,70                  |

## Produkcja
W sierpniu 2011 r. SpaceX produkował silniki Merlin w tempie ośmiu miesięcznie, planując ostatecznie zwiększyć produkcję do około 33 silników miesięcznie (lub 400 rocznie). 
Do września 2013 r. całkowita powierzchnia produkcyjna SpaceX wzrosła do prawie 93 000 metrów kwadratowych, a fabryka została przebudowana tak, aby osiągnąć maksymalną wydajność do 40 rdzeni rakiet Falcon 9 rocznie. W październiku 2014 r. SpaceX ogłosiło, że wyprodukowało setny silnik Merlin 1D i że silniki są obecnie produkowane w tempie 4 tygodniowo, a wkrótce zostaną zwiększone do 5.